# Elizabeth Schmitz
Elizabeth Maria Alida Schmitz (Rotterdam, 20 mei 1938 – Beekbergen, 31 december 2024) was een Nederlands politica van D'66 en de PvdA.

## Biografie
Van 1958 tot 1974 werkte Elizabeth Schmitz voor onderwijsorganisaties in Rotterdam. Tegelijkertijd studeerde ze rechten aan de Erasmus Universiteit. Van 1972 tot 1974 was Schmitz lid van de gemeenteraad van Rotterdam voor D'66. Daarna werd ze lid van de PvdA en namens die partij wethouder van Sociale Zaken. Deze functie vervulde zij tot 1982.

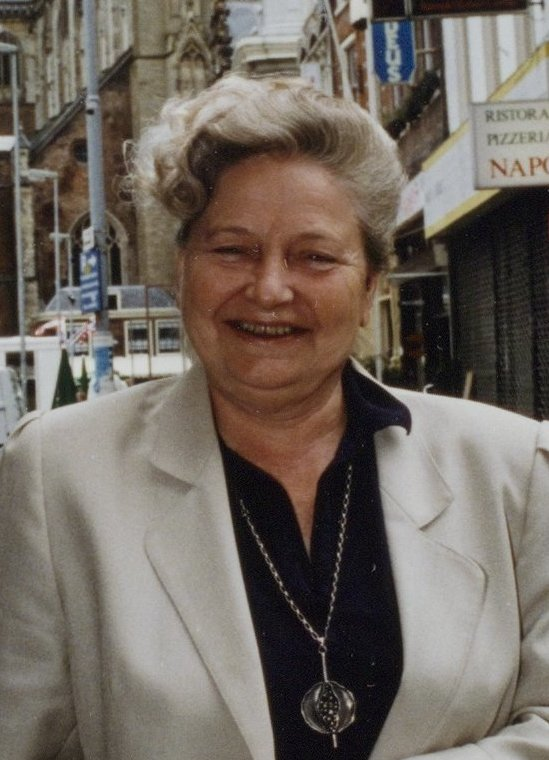
Elizabeth Schmitz in 1994

Drie jaar later werd Schmitz geïnstalleerd als burgemeester van Haarlem. Tijdens deze periode was ze zeer goed bevriend met Ien Dales, destijds burgemeester van Nijmegen. Ze zou burgemeester blijven totdat ze in 1994 staatssecretaris van Justitie werd in het kabinet-Kok I met in haar portefeuille onder meer het vreemdelingenbeleid. Schmitz volgde in 1986 Jos van Kemenade op als vicevoorzitter van Pax Christi. Ze bleef dat tot ze in 1994 toetrad tot het kabinet.
Tijdens haar staatssecretariaat was het asielbeleid een heet hangijzer in heel Europa. Schmitz deed een poging om illegalen Nederland uit te zetten. De bekendste van hen was de Amsterdamse kleermaker Gümüş, die met zijn gezin terug moest naar Turkije na vele jaren in Nederland te hebben gewoond en gewerkt.
Na vier jaar staatssecretaris te zijn geweest verliet ze in augustus 1998 de politiek. Van 1999 tot 2009 was Schmitz voorzitter van het Curatorium van het Afrika-Studiecentrum in Leiden. Op 1 februari 2000 volgde ze Til Gardeniers-Berendsen op als ombudsman Zorgverzekeringen, een functie die zij tot 2010 vervulde.
Schmitz overleed op oudjaarsdag 2024 op 86-jarige leeftijd.
- Parlement.com: vg09lldrwxzn